# Seznam potokov v Sloveniji
To je poimenski seznam potokov (s tem imenom in vseh drugih), ki tečejo po ozemlju Slovenije in v bližnjem zamejstvu. 
(Za seznam rek na ozemlju Slovenije glej seznam rek v Sloveniji)

## A
- Adrijanski potok
- Ajba
- Ajdkov potok
- Andrejski potok
- Andrenski potok
- Ankov potok
- Antonski potok (graben)
- Anženski potok
- Artišnica
- Aslivka
- Avšček

## B
- Babja loka
- Babji graben
- Babna reka, potok
- Bačji potok
- (Badaševica)
- Bajdin(e)c (Bajdinški potok)
- Bajdiški potok
- BantWaidischbach
- Barbarski graben
- Barbarski potok (tudi Barbara)
- Baredinka
- Bavharski potok
- Bavhov graben
- Bavšica
- Bavški potok
- Bečovnica
- Bedenov graben
- Begunjščica
- Bela (razločitev), ime več potokov/vodotokov
- Belca (razločitev), ime več potokov/vodotokov
- Bela voda
- Beli breg
- Bel(i)ca (potok)
- Belica, Bohinjska Bela
- Belica, potok v Halozah
- Beli Graben (Jesenica)
- Beli graben
- Beli potok, več (okoli 13) potokov v Slov. in zamejstvu
- Belski potok
- Belščica
- Belški potok
- Bena
- Benšetov graben
- Berečanov graben
- Berečanov potok
- Berek
- Berinjski graben
- Besnica
- Bevščica
- Bevški jarek (Bevški graben)
- Bezena
- Bezenica
- Bezgavec (Bršljinski potok)
- Bezgovica
- Bezjakovski potok
- Beznovski potok
- Bezovica/Bezovčica
- Bilpa
- (Bistra)
- Bistrica (več potokov oz. vodotokov)
- Bistričica
- Bistri graben
- Bistri potok
- Bistriški graben (Bistrica na Zilji)
- Bitenjski graben
- Bitgovec
- Bizeljski potok
- Bizoviški potok
- Bizovski potok
- Blaguški potok
- Blajšnica
- Blanščica
- Blaški potok (Vorderberger Wildbach)
- Blatnica (razločitev) (več potokov)
- Blatni graben
- Blatni potok (Bloke)
- Blatni potok (Brestanica)
- Blažetov graben
- Blažovnica
- Bloščica
- Boben (Bobnarica)
- Bočnica
- Bodkovski potok
- Bodoljski potok
- Bodonski potok
- Bogojinski potok
- Bojanski potok
- Bojtinski potok
- (Boka)
- Bokrački potok
- (Bolska)
- Boračevski potok
- Borovniščica
- Božjenica
- Božna
- Bradačev potok
- Brajdov potok
- Branšček
- Bratnica
- Brčin
- Brdski potok
- Brebrovščica
- Breg (potok)
- Bregana (potok) - mejni s Hrvaško
- Brejščkov potok
- Breska
- Bresniški potok
- Brestanica (potok)
- Brestnikov potok
- Brestrniški potok
- Breški potok
- Breznica (potok)
- Brezniški potok, ime več (vsaj dveh) potokov
- Brezoviški potok
- Brežiček
- Brežnica
- Brezovski potok
- Brezovščica
- Brezovški graben
- Briški potok
- Brlovka
- Brložnica
- Brnica
- Brniški potok
- Brsnica
- Brsnik
- Bršljanovec
- Bršljinski potok
- Bršnik
- Brstniški graben
- Brunik
- Brunški graben
- Brziček
- Brzinski graben
- Brzinski potok
- Bržanski potok
- Buča
- Bučanov graben (Martuljek)
- Bučavnica
- Budin
- Budinski potok
- Bukalški graben
- Bukov potok (Gradaščica)
- Bukovica, potok
- Bukovnica
- Bukovniški potok
- Bukovravenski graben
- Bukovščica (potok)
- Burčnica
- Busenka
- Butanica

## C
- Cecinjski potok
- Cedilnica
- Cerknica (2 potoka)
  - Cerknica (Idrijca)
  - Cerknica, potok na Dolenjskem
- Cerkniščica
- Cirknica
- Cetiška
- Cevka
- Ciglerjev graben
- Cirkušnica
- Cogetinski potok
- Culovec
- Curnovec
- Curnovščica
- Cvarjev potok

## Č
- Čadramski potok
- Čadraški potok
- Čanjski potok
- Čed
- (Čedca)
- Čehov graben
- Čemšeniški potok
- Čepovanski potok
- Čepski graben
- Černova
- Česniški potok /Češniški potok
- Češnjevica
- Češnjica (potok)
- Čikole
- Čolnišček
- Čreškovica
- Črešnjeva graba
- Črešnjevski potok
- Čret (potok)
- Čretež
- Črmenica
- Črmla
- Črmlja (Črmljenski potok)
- Črna, ime več vodotokov
- Črna mlaka
- Črnava (2 potoka na Pohorju)
- Črnec (Ledava)
- Črnec (Goričko)
- Črnec (Dravsko polje)
- Črnelski potok
- Črni graben, ime dveh potokov
- Črni potok, ime več potokov
- Črnovška grapa
- Črnušnjica
- Čudna

## D
- Dabrček
- Dajnica
- Daleja
- Danjarska grapa
- Davča (Davščica)
- Depalščica
- Derešnjak
- Dernarnik
- Dešenski potok (tudi graben)
- Devina
- Divji potok
- Dobel
- Dobjanski potok
- Doblarec
- Doblič
- Dobljanski potok
- Dobovski potok
- Dobrava (Graben)
- Dobravka
- Dobravščica
- Dobrinski potok
- Dobrivšek
- Dobrnica
- Dobrovski potok
- Dobršnik
- Dobrunjščica
- Dobruša
- Dolenjski potok (Dolenjska draga)
- Dolenski potok
- Dolenjevaški potok
- Dolgi potok, ime več potokov (vsaj treh)
- Dolinski potok
- Dolski graben
- Dolski potok
- Dolžanka
- Domaček
- Dovški potok
- Dovžanka
- Draga (potok) (gl. Draga pri Igu)
- Draganja
- Dragobarska grapa
- Dragomilski potok
- (Dragonja)
- Dragovški potok
- Drajni potok
- Drameljski potok
- Dramlja
- Draščica
- Draški potok (Draschitzbach)
- Dravski potok
- Dremavščica
- (Dreta)
- Drežnica (potok)
- Drkov graben
- Drmožnik
- Drnica
- Drobinski potok
- Drobtinka
- Drožanjski potok
- Dršak
- Drtijščica
- Dulak
- Dupeljnik
- Dupla
- Duplica (potok)
- Dušica
- Dvorski potok

## E
- Ebnikov graben
- Ehartov potok
- Erjavec
- Erzeljski potok
- Estrama

## F
- Fabski potok
- Farjevec
- Farji potok
- Farovščica
- Fluderski graben
- Framski potok
- Frcovec
- Fuks graba
- Funtkov graben

## G
- Gabernica
- Gabrovščica
- Gabrski potok
- Gabršček (potok)
- Gabrški potok
- Gačnik
- Gačniški potok
- (Veliki) Galjevec
- Gameljščica
- Gasterajski potok
- Gašpirčev graben
- Gerš potok
- Gibinski potok
- Gladomeški potok
- Glavniški potok
- Glažarica
- Glažuta (2 različna potoka)
- Glažutnica
- Glijun
- Glinščica (Trst)
- Glinščica
- Globaščica
- Globaški graben
- Globetka
- Globočak
- Globočec (potok)
- Globočnik
- Globočnjak
- Globočnjak (Pasjek)
- Globoki graben
- Globoki potok, več potokov (štirje različni)
- Globoko, potok
- Globošca
- Globoški potok
- Globotinski potok
- Globotnik
- Globovščica
- Globovšek
- Gnojevec
- Gobovšek (2 potoka)
- Godiča
- Golobarski potok
- Gomilski potok
- Gomišček
- Gorevšček
- Goričica
- Gorički Brežiček
- Goričnik
- Goriški graben
- Goriški potok
- Gorska grapa
- Gostenk
- Gostinca (Lutnik)
- Gostinca (Radulja)
- Gostinčica
- Gostince
- Goštaldski potok
- Govajnik
- Govic
- Govinek
- Gozdnica
- Graben (potok) (Gabernica)
- Graben pri vasi Mošnje
- Grabnarica
- Grabnarica (Mavelščica)
- Grabski potok
- Grabnarjev graben (2)
- Gračenica
- Grački potok (Graški potok)
- Gračnica
- Gračnica (potok, Radmirje)
- (Gradaščica)
- (Gradaščica) - struga v Lj
- Gradiščica
- Gradiški graben
- Grajena
- Graški graben
- Gradolski potok
- Grahovščica
- Grajena
- Grajski potok
- Grajšček
- Gramoznica Graben, Radovljica
- Granjevica
- Graški graben
- Grdi graben
- Grebnov potok
- Griljčev graben
- Grilov graben
- Grintovški potok (Grintouzbach)
- Grivka
- Griža
- Grižanski potok
- Grmečica
- Grohat
- Grojnica
- Grosupeljščica
- Gubova graba
- Gunjač

## H
- Habidov potok
- Hajdinska Studenčnica
- Hajnski potok
- Hajnžev graben (Hainschgraben)
- Helenski potok
- Hinja
- Hladnik (potok)
- Hleviški graben
- Hobovščica
- Hočki potok
- Hočna
- Hom (potok)
- Homščica
- Homšnica
- Horjulščica (Horjulka)
- Hotemeški potok
- Hotenja
- Hotenjka
- Hotevlje
- Hotoveljščica
- Hotujka
- Hotunjščica
- Hramška graba
- Hrastnica
- Hrastnikov graben (Krabniggraben)
- Hrastovski potok
- Hrenovec
- Hribski potok
- Hruševka
- Hruševnik
- Hruševski potok (tudi "Graben")
- Hruškarica
- Hruški potok (Ljubljanica)
- (Hubelj)
- Huda grapa
- Hudi graben /Veliki in Mali Hudi graben
- Hudi potok
- Hudičev graben (Zlodejev graben)
- Hudinov graben
- Hudovinc
- Hujski potok (Rudniški potok)
- Humec
- Humski potok

## I
- Ična (potok)
- Idrija (potok)
- Igmanca
- Ihovski potok
- Ilgov potok
- Ilov graben
- Ilovec
- Impoljski potok
- Irski potok
- Ivanjševski potok
- Ivanovski potok
- Ivanšček
- Izar
- Izber
- Izvirska voda

## J
- Jablaniški potok
- Jablanovica
- Jablanščica
- Jablanški potok
- Jakobski potok
- Jamnik (potok)
- Jamniški potok
- Jamovica
- Jančkov graben
- Janezov graben
- Jarčinski potok
- Jarčji potok
- Jareninski potok
- Jasenk
- Jasenski graben
- Jasnarica
- Jasovnik
- Javniški graben
- Javorje
- Javorjeva grapa
- Javorska reka
- Javorski potok, ime več (treh) potokov
- Javorščica
- Jazbine
- Jazbinski potok
- Jedlovniški potok
- Jelenca (potok)
- Jelenji potok, več potokov
- Jelenk (potok)
- Jelenkov graben
- Jelenovka
- Jelenski graben
- Jelniščica
- Jelovški potok
- Jelšanski potok
- Jenina
- Jerebova grapa
- Jereka
- Jerman (potok)
- Jernejčkov graben
- Jernejski potok
- Jeromščica
- Jesenica (ime več/5? potokov v Sloveniji)
- Jeseničnica (Loka)
- Jesenščica
- Ješanski potok
- Ješki potok
- Jever (potok)
- Jevnica (potok)
- Jevniški potok
- Jezera (potok)
- Jezernica (več potokov, odtokov iz jezer)
- Jezerski potok
- Jezerščica
- Ježevec (potok)
- Josipdolski potok
- Josovski graben/graba
- Joštov graben
- Jošavski potok (tudi Mejni potok)
- Jožetov graben
- Jugov graben (Trbovlje)
- Jurčet
- Jurežev graben
- Juvanjski graben

## K
- Kačja graba-Kostanjevica
- Kačji graben
- Kačnik
- Kališnik
- Kaluder (potok)
- Kamenca (2 različna potoka)
- Kamenjak, potok
- Kamenski potok
- Kamnarica
- Kamnek
- Kamnica (potok)
- Kamnik (potok)
- Kamniška graba
- Kamniška Bela
- Kamníški potok
- Kandrščica
- Kanolščica
- Kanomljica
- Kansov graben
- Kapusov graben
- Karlovski potok
- Karničnik
- Kisla voda (potok)
- Kisovnik
- Kisovški potok
- Kižovka
- Kladenski graben
- Kladnik (potok)
- Klamfer
- Klančnica
- Klavžarica
- Klemucov graben
- Klobaša
- Klokočovnik (potok)
- Klošnica
- Kmetov potok
- Kneža (potok)
- Knežji potok, Pšata
- Kobila (potok)
- Kobiljanski potok
- Kobiljski potok (madžarsko Kebele)
- Kobljak
- Kodeljevec
- Kojuhovski potok
- Kokrica, tudi Rupovščica
- Kolarica
- Kolaški potok
- Kolja (potok)
- Kolovratščica
- Komenik
- Konjski graben (2)
- Konjski potok (razločitev), ime več (treh) potokov
- Konjščanski potok
- Konjščica (več potokov)
- Konopljin potok
- Kopačnica (2 potoka?)
- Koparčev graben
- Koparjev graben
- Kopica
- Kopnikov potok
- Koprivna (Meža)
- Koprivnica (ime štirih potokov v Sloveniji)
- Koprivniški potok (Brestanica)
- Koren (potok) (vsaj 2)
- Korenščica
- Korentan/Korotan (Nanoščica)
- Korita
- Koritarica
- (Koritnica)
- Koritnica, Nomenj
- Koritnica (Sopota)
- Koritnikov graben
- Koritiški potok
- Korošica
- Koroška Kramarica
- Korški potok (Trogernbach)
- Kosca
- Kosov graben
- Kostanjevica
- Kostanjeviški potok
- Kostrevniški potok
- Koški potok
- Košutnik
- Košutni potok (Koschutabah)
- Kotarica
- Kotliški graben
- Kotnikov graben
- Kotniški graben
- Kovačeva graba
- Kozjak (potok)
- Kozjakov graben
- Kozjanski graben
- Kozlov graben
- Kožbanjšček
- Krakovski graben
- Kotredeščica
- Kozarščica
- Kozjanski graben
- Kozjek (potok)
- Kozji potok
- Krajcarica (tudi Zadnjica)
- Krajček
- Krajnica
- Kraljev graben
- Kraljev potok
- Kramarica (razločitev)
- Kranjšek
- Krčovina
- Kregarjev graben
- Kremžarjev potok
- Križanji potok
- Krka (Pesnica)
- Krkovo
- Krmarica
- Krmeljev graben
- Krnski potok
- Kropa
- Kropa (Dreta)
- Krotnjek
- Krplivniški potok
- Kršivnik
- Krumpah
- Krvavec
- Krvavi potok
- Krvavški Šumnik
- Kučnica
- Kučnica (Bolska)
- Kukurjevec
- Kuna Graba
- Kunetov graben
- Kunkeljski potok
- Kunovska graba
- Kunovski potok
- Kupetinski potok
- Kurji graben
- Kušljanov graben
- Kuzlovec

## L
- Lačni potok
- Lahki potok (tudi Bržiček)
- Lahomnica (potok)
- Lahonščica
- Lahov graben
- Lahovka
- Lahovški potok
- Laknica
- Lakovnikov graben
- Lakovnikov potok
- Lakovski potok
- Lamberščica
- Lamprehtov potok
- Langersvaldski potok (tudi Krajnica)
- Lanšpreščica
- Lastomerski potok
- Lašček
- Lašek
- Laški potok (Stržen)
- Lava (Savinja)
- Laznica, potok
- Lazniški potok
- Ledeni jarek
- Ledergaserjev potok
- Ledinski graben
- Leljakova slatina
- Lemberžica
- Leniška
- (Lepena)
- Lepenjica
- Lepenk
- Lesanjščica
- Lesji potok
- Leskovski potok
- Leskovški potok
- Leški graben
- Lešnica (Sava)
- Lešnica (Krka)
- Lešnica (Drava)
- Lešnikov graben
- Letošč
- Letuška struga
- Libanja
- Libenica
- Libovija
- Libuški potok
- Ličenca
- Lijak (potok)
- Limnovšca
- Limovski graben
- Lipjak
- Lipni graben, Pišnica
- Lipnica (Ledava)
- Lipnica (Sava)
- Lipnica (Ščavnica)
- Lipni graben
- Lipnik (Nemiljščica)
- Lipnik, Radovna
- Lipnik (potok)
- Lipoglavščica
- Lipovec, potok
- Lipsenjščica
- Liskurski potok
- Liški potok
- Ližen
- Ližovnica (Ribnik)
- Ljubela
- Ljubevščica
- (Ljubija (Ljubljanica))
- Ljubija (Savinja)
- Ljubnica (Dravinja)
- Ljubnica (Savinja) (=? Ljubnica (potok))
- (Lobnica (Drava)) in (Lobnica (Kokra))
- Ločica
- Ločnica (ime štirih potokov)
- Lobodikov potok
- Logarjev potok
- Logaščica
- Lojna
- Lojščica
- Lokavec (potok) (2 pritoka Krke)
- Lokavšček
- Lokavški potok
- Loki potok
- Lokovec
- Lokoviški potok
- Lokovški potok
- Lokva (potok)
- Lokvanski potok
- Lomovšek (potok)
- Lomščica
- Loški potok (potok)
- Loški potok (Sava)
- Loški potok (Travnik)
- Lovniški graben
- Lovšetov potok
- Lozarski potok
- Ložekarjev graben
- Ložiški potok
- Ložnica (Dravinja)
- Ložnica (Savinja)
- Ložnica (Hudinja)
- Lučka Bela
- Lučnica
- Lukaj
- Lukenjski graben
- Lukovnik (potok)
- Luša
- Lutnik

## M
- Macesnov graben
- Mačji potok
- Mačkov graben
- Mačkovski potok
- Maharjev graben
- Mahnečica
- Majda (potok)
- Majland
- Mala Božna
- Mala Pišnica
- Mala reka
- Mala voda
- Malenšček
- Malenščica
- Malešnica
- Mali graben
- Malinska (potok)
- Mali Obrh
- Mali potok
- Malnarjev graben
- Malneški potok
- Mangartski potok
- Mala reka /Marija Reka?
- Marija Magdalena
- Marinčeva grapa
- Markovski graben
- Markovski potok
- Markovščica
- Martežin
- Martinek
- Martinjska grapa
- Martinjščica
- Martink
- Martižev graben
- Martjanski potok
- Martuljek (potok) (Matruljščica)
- Mavelščica
- (Medija)
- Medijanščica
- Medvedji graben
- Medvedov graben
- Medvejščica
- Mejačev graben
- Mejaš
- Mejični potok
- Mejni potok
- Merejski potok
- Merinščica
- (Mestinjščica)
- Mešica
- Metličica
- Mevlja
- Mežnarjev potok
- Mirenščica (Mirna)
- Mirnov graben
- Miklavški potok
- Milka
- Mirtovički potok
- Mislinjski graben (Laški graben)
- Mišca
- Mišji potok
- Mišnica
- Mišnik (Pivka)
- Mivčev potok
- Mkcova grapa
- Mlaka (Radulja)
- Mlake
- Mlečni potok
- Mlinaršica
- Mlinca
- Mlinski potok
- Mlinski potok (Tržiška Bistrica)
- Mlinščica (več vodotokov)
- Radomeljska Mlinščica
- Močila (potok)
- Močilnica
- (Močilnik)
- Močilnik (Vipava)
- Močilo
- Močnik
- Modriški potok
- Mokre peči
- Mokri potok
- Molja (Mola)
- Moravščica
- Morigla
- Morski potok
- Mostec
- Mostnica
- Mošenik (2 potoka)
- Moškrinška grapa ali Planica (potok)
- Motnica
- Motnišnica (Motnijščica)
- Mostni greben
- Movžanka
- Mozirnica
- Moželje
- Mrtvi potok
- Mrzlek
- Mrzlica
- Mrzli potok (Bohinj)
- Mrzli potok
- Muhrenk
- Murica
- Murnov graben (razločitev)

## N
- Naborješki graben
- Nackov graben
- Nadiža, Tamar
- Nanoščica
- Naratov graben
- Negonjščica
- Negota
- Nemiljščica
- (Nevljica)
- Nezbiški potok
- Nikova
- Graba Noršinci
- Noškarjev graben
- Novaški graben
- Novi Hočki potok
- (Nunska graba)

## O
- Obarica
- Obevnik
- Obirski potok (Ebriachbach)
- Obojnikov potok (Obojnikbach)
- Obrh (več vodotokov)
- Obrijski potok
- Odenca
- Ogeški potok
- Ojstrica
- Ojstriški potok
- Ojstrova Graba
- Ojstrški graben
- Okoslavski potok
- Olimski potok
- Olmski potok
- Olševnica
- Opečnik
- Oplenk
- Oplotni(šči)ca
- Orehovec
- Orehovica
- Orliški potok
- Osojnica, potok
- Osojniški potok
- Ostrožni potok
- Ostrožnik
- Oševek
- Oševlje
- Ošovica
- Otavnik (potok)
- Otavščica
- Otuška
- Ovčjak
- Ovčjaški graben
- Ovčji potok (tudi Klavžarica)
- Ožbaltski potok

## P
- Padež
- Padežnik
- Padižni potok
- Palenk
- Panška reka
- Parovnica
- Partinjski potok
- Pasica, potok
- Pasjek
- Pasji graben
- Pasji potok
- Pasji rep
- Paška voda
- Pavenski potok
- Pavlovski potok
- Peceljev graben
- Pečen potok
- Peklača
- Peklenščica
- Pekov graben
- Pekrski potok
- Pendirjevka
- Peračica
- Perilo
- Perivnik
- Perobnica
- Pesarjev potok
- Peskovski potok, ime več potokov
- (Kanal) Peščenek
- Pešnica
- Petačev graben
- Petelinec
- Petkov graben
- Petkovščica
- Pevmica (Piumizza)
- Pijavški potok
- Pikeljščica
- Piklerica
- Pila
- Pinjevec (Rokava)
- Pirašica
- Pirešica (potok)
- Pirnik
- Piroški potok
- Pisen graben
- Piševec
- Pišnica (Pišenca)
- Pjažentin
- Pivolski potok
- Plački potok
- Planica (potok)
- Plaznica
- Plenšak
- Plešiščica
- Plitvički potok
- Podborški potok
- Podbrdec
- Podbreški potok
- Podenski potok (Bodenbach)
- Podgorica (Meža)
- Podjedlovščica
- Podkanjski potok (Wildensteiner Bach)
- Podkovščica
- Podlipščica
- Podlomščica
- Podmolniški graben
- Podnanoščica
- Podosojnica
- Podpasica
- Podpečnikov graben (na slovensko–avstrijski državni meji)
- Podplečica
- Podsevčnica
- Podturnščica
- Podvin
- Podvinski potok
- Podvinska struga
- Podvinška struga
- Podvrški potok
- Pogorelca
- Poharjev graben
- Pohorski potok
- Polanski potok
- Polinca (Polenica)
- Poličanka
- Poljanšček
- Poljanščica
- Poljšak
- Polnarjev potok
- Pološki graben
- Polšniški potok
- Polulski potok
- Polskava (Mala Polskava, Velika Polskava)
- Polžanski potok
- Polževski potok
- Pomejski potok
- Ponikva (ponikalnica)
- Ponikvica
- Porebrščica
- Porečnik
- Porodnica
- Potočnica
- Potočnica (tudi Potoški graben)
- Potočnikov potok
- Potočnikov graben
- Potok (Kostel)
- Potok (Krka)
- Potok (Prem)
- Potok (Straža)
- Potok Belica
- Potok Grivo
- Potok Pleče
- Potok Raduhovo
- Potok Raščak
- Potok Ročica
- Potok Sevnik (Karavanke)
- Potok Slanica
- Potok Suha
- Potok Svete Neže
- Potok Ukva
- Potok za Gradom
- Potoščica
- Potoška grapa
- Potoški graben
- Potoški graben (Paka)
- Potoški potok
- Potrebuježev graben
- Pradišjol
- Praporščica
- Prčkov graben
- Prečna (Krka)
- Prekov graben
- Preloški potok
- Presiški potok
- Presladolski potok
- Presušnik
- Prešnikov graben
- Prevalov graben
- Prifarski jarak
- Prileški potok
- Prilipski potok
- Pripravna
- Prodarjeva grapa
- Prosca
- Prošca
- Pršjak
- Prušnica
- Pržanec
- Psičina
- (Pšata)
- Pščak
- Pšetna Graba
- Puconski potok
- Pusti graben
- Pustotnica
- Pušenski potok

## R
- Rača (Rudniška Rača &Češnjiška Rača)
- Račeva (potok)
- Račički potok
- Račjek
- Rački potok
- Račna, potok
- Radečki potok
- Radeljski potok
- Radenski potok
- Radenščica
- Radešica
- Radkovski potok (tudi Radkovski graben)
- Radna
- (Radoljna)
- (Radomlja)
- Radov
- Radovan (potok)
- (Radovna)
- Radkovski graben
- Radovski potok (tudi Bódonski potok)
- (Radulja)
- Radušnica
- Radvanjski potok
- Radvenska slatina
- Radvenski potok
- Rakiški graben
- (Rakitnica)
- Rakovec (potok) (2 potoka)
- Rakovnik (Litija)
- Rakovnik (Iščica)
- Rakovnik (Laknica)
- Rakovnik (Veliki, Mali Rakovnik: Rožnik)
- Rakovniški graben
- Rakovški potok
- Rakušek
- Rakuški graben
- Rančki potok
- Rapovš(ic)ca
- Rastok
- Rastučnik
- Raša (potok)
- Rašica (potok)/tudi Raš(či)ca
- Rateški potok
- Ratibovec
- Ratkovski potok
- Ravbarjev graben
- Ravniščica
- Ravnik, Radovna
- Razborški graben (Dovžanka)
- Raztoka
- Razvanjski potok
- Rdeči potok
- Rebrnikov graben
- Redenov graben
- Rehtorčev graben
- Rebrski potok
- Rečica (ime več - petih - potokov v Sloveniji)
- Rebrnikov graben
- Redenov graben
- Rehtorčev graben
- Reka (ime več - sedmih - potokov v Sloveniji)
  - Reka (Jablaniški potok)
  - Reka (Jezersko)
  - Reka (Logatec)
- Rekarjeva (Rekarska) reka
- Remšniški potok
- Repinčev graben
- Replje
- Repov graben
- Repov potok
- Resov graben
- Revsov graben
- Ribjenk
- Ribščica
- Ridlov graben
- Rigelnov graben
- Rihtarjev graben
- Rikorvo
- Rimski graben
- Rjavčev graben
- Rjavec
- Ribniški potok
- Ribščica, Radovna
- Ridlov graben
- Rigelnov graben
- Rihtarjev graben
- Rimača
- Rimski graben
- Rinčetova Graba
- (Rižana (reka))
- Rjavčev graben
- Rjavec
- Rjavški potok
- Robanšek
- Robarica
- Robičev graben
- Robnikov graben
- Robnikov potok
- Roček
- Ročica
- Ročíca (Drvanja)
- Ročíca (Drežnica)
- Rogačnik * Rogačnik
- Rogačnikov graben * Rogačnikov graben
- Rogašovski potok
- Rogatnica
- Rogoznica
- Rohat
- Roja, Strunjan
- Rojca
- Rokava
- Rovni potok
- Rovski potok
- Rovšca/Rov(šči)ca
- Rovtarica
- Rovtarjev graben
- Rovtarjeva grapa
- Rovtarski potok
- Rožiščica
- Rubičev graben
- Rudniški potok
- Rudniški potok (tudi Hujski potok)
- Runarščica
- Runža
- Rušev graben
- Ruški potok
- Rutarski potok (Bärntaler Bach)

## S
- Sajevec (potok) (vsaj 2)
- Sakalovski potok
- Samčev potok
- Savelnov graben
- Savica
- Savrica
- Savski potok
- Sebeborski potok
- Sečovski potok
- Sedelšček
- Sedučnikov potok
- Sejanski potok
- Selčnica
- Selniški potok
- Selski potok
- Selščica (Bolska)
- Seniški potok
- Senovski potok
- Senožeški potok
- Senuša
- Sevnica (Sevnik)
- Sevnična
- Sevnik (Stol)
- Sevnik (Storžič)
- Sirotka
- Skalnik
- Sklednik (Krka)
- Sklepnica
- Skradnica
- Skralska
- Skrlovški potok
- Slabetov graben
- (Potok) Slanica
- Slapnica
- Slatenik
- Slatenski potok
- Slatinska graba
- Slatinski potok, ime več potokov
- Slatna
- Slatnarjev graben
- Slavinšček
- Slavčev potok
- Slepnica
- Slomski potok
- Slomščica
- Smešnik, Radovna
- Smetanca
- Smolina
- Smolinski potok
- Smrdejski potok
- Smrečji graben
- Smrski potok
- Snedčica
- Snovišek
- Socka (potok)
- Soješka voda
- Somešca
- Sopet
- Sopot (potok)
- Sopota (potok)
- (Sopota)
- Sotla (Mirna)
- Soupot
- Sovjak
- Sovpat
- Sovra
- Spunika
- Srednjak
- Srednji graben
- Srna grapa
- Sromljica
- Stajski potok
- Stajnik
- Stajniški potok
- Stamarica
- Stanetinski potok
- Stanjšek
- Starovaški potok
- Starovrhniški graben
- Stavešinski potok
- Stebovniški potok
- Stegovnik
- Sterec
- Stiški potok
- Stoganka
- Stolnik
- Stópica
- Stranica
- Stranjski potok, ime več (dveh?) potokov
- Strašnik
- Stražnica
- Stražunski kanal/jarek
- Strmi graben
- Struga (Močnik)
- Struga (Negota)
- Strunjanski potok/Strunjanska reka/Roja
- Struški potok
- Studena, potok
- Studenčica
- Studenški potok
- Stržen (Cerknica)
- Stržen (Pivka)
- Stržiški potok
- Stržnica
- Studenčica (Kamniška Bistrica)
- Suha (ime več potokov)
- Suhača
- Suhadolski graben
- Suhadolski potok
- Suha Pišnica
- Suhelj
- Suhi dol
- Suhi potok
- Suhi potok
- Suhi žleb
- Suhodolnica (Suhadolnica)
- Supot
- Sušački potok
- Sušec
- Sušica (Pivka)
- Sušica (Krka)
- Sušica (Krka pri Podbočju)
- Sušica (Sora)
- Sušica (Bistica)
- Sušjek
- Suški graben
- Sušnica
- Svarina
- Svečinski potok
- Svinjšček
- Svobodni potok

## Š
- Šahov graben
- Šalčkov graben
- Ščurkov potok
- Šebeč
- Šentanelska reka
- Šentanski graben
- Šentflorjanščica
- Šentovski potok
- Šentpavelščica
- Šentviški graben
- Šentviški potok
- Ševnik
- Šica (Sotla)
- Šica (Račna)
- Šiklarski potok
- Široki potok
- Šivnik
- Škandrov graben
- Škocjanski potok
- Škofeljski graben
- Škofeljščica
- Škofijski potok (Rabuiese)
- Škratovka
- Škrjanški potok
- Škubov potok
- Šmarjetni graben
- Šmarski potok
- Šmidol
- Šmihelski potok
- Šokatnica
- Šošnarjev graben
- Šovlačevec
- Španov potok
- Špikov graben
- Špornov graben
- Štajerska Kramarica
- Štajnpoh
- Štangarski potok
- Štefanov graben
- Štefuljev potok
- Štibrnica
- Štihovec
- Štimpaški potok
- Štriglovec
- Štrukljevski potok
- Štulovca
- Šturmov potok
- Šujica (potok)
- Šumberk
- Šumeči potok
- Šumnik (razločitev)
  - Šumnik (potok)
  - Šumnik
  - Šumik (Borovniščica)
  - Šumnik (Želimeljščica)
- Šumščica
- Šunik
- Šuno
- Šuštarjev graben
- Šutna

## T
- Tamackov graben
- Tbinj
- (Temenica)
- Trešnica
- Tesen graben
- Tesnica
- Težka voda
- Tihabojski potok
- Tihi potok
- Tinjski potok
- Tinski potok
- Tofov graben
- Tojnica
- Tominčev graben
- Tominčev potok
- Topla/Topla (potok)
- Toplica
- Topliški potok
- Tracah
- Tratnikov graben
- Trbiški graben
- Trboveljščica
- Trbuhovica
- Trebevnik
- Trebež, potok
- Trebiža
- Trebščica
- Trebuš(čic)a
- Trebušnica
- Treska
- (Triglavska Bistrica)
- Tripotok
- Trnava, ime štirih vodotokov v Slov.
  - Trnava (Drava)
  - Trnava (Trnava)
- Trnavca
- Trniški graben
- Trnovlja
- Trnovski potok
- Trnski izvir
- Trobeljščica
- Trojšnica
- Trsnjak
- Trsteniščica
- Tržiški potok (Sotla)
- Tržiški potok (Mirna)
- Truški potok
- Tuhinjščica
- Tunglav
- Tunjščica (Tunca)
- Turenšca
- Turičnica
- Turja
- Turkov graben
- Turniška Studenčnica
- Turnov potok
- Turnska Cerknica
- Turški potok

## U
- Udečkarica
- Ukanška Suha
- Ukova (Jesenice)
- Ukovski potok (Torrente Uqua)
- Ukovški graben
- Urbančev graben
- Urbinček
- Usklopec (pritok Bregane)
- Utrška grapa

## V
- Vabučnikov graben
- Vakovka
- Valnaček
- Vanišnik
- Varčevka
- Vardovski potok
- Vasenščica
- Vaški potok
- Vavrčovka
- Vedrijanšček
- Vejar (potok)
- Velika Božna
- Velika Pišnica; Velika Suha Pišnica
- Velika reka (Marija reka?)
- Veliki graben (Gradaščica)
- Veliki graben (Radomlja)
- Veliki graben (Barje)
- Veliki Obrh
- Veliki potok (=Grosupeljščica)
- Veliki potok (Pivka)
- Veliki krški potok
- Velikovaški potok
- Velje
- Velka (ime vsaj treh potokov/rečic v Sloveniji)
- Velunja
- Verdovnikov graben
- Videnski graben
- Vidrešnica
- Vidrnica
- Viltuški graben
- Viltužnikova graba
- Vinarski potok
- Vinjanski potok (Menariolo)
- Vintarjevski potok/Vintarjevški potok
- potok Virje
- Virloški potok
- Virštajnski potok
- Višarski graben (Rio Lussari)
- Viševnik
- Viševski Brežiček
- Višnjica (reka)/potok
- V kadeh
- Vnajnarski graben
- Vobenca
- Vodonos
- Vogrinka
- Vogršček (2 potoka)
- Voje
- Volarja
- Volaščica
- Volčji potok (Konjski potok)
- Volčji potok (Litija)
- Volovljek (potok)
- Voložnica
- Vosenik/Vosenk
- Voščevka
- Vrački potok
- Vranov potok
- Vranjski potok
- Vratljanski potok
- Vratni potok
- Vrbnica (Hudinja)
- Vrčica
- Vrsnik
- Vršca
- Vršni graben
- Vršnikov potok
- Vrtački graben
- Vrtačnikov potok
- Vrtaški potok (Vrtašnica)
- Vrtce
- Vruja
- Vudina
- Vuhredski potok
- Vukovski potok

## Z
- Zabrdnik
- Zabrežnik
- Zabrščica
- Zabukovski potok
- Zadačnica
- Zadlaščica
- Zadnjica (Krajcarica)
- Zadnji potok
- Zagajski potok
- Zaganjavčnica (Zagajavca)
- Zagorski potok
- Zagoriški potok (Goritscher Bach)
- Zadnja Sora
- Zahujka
- Zakojška grapa (potok)
- Zakonjščica
- Zala, pritok Idrijce
- Zala, pritok Iške
- Zala, pritok Brebovščice
- Zalarški graben
- Zali potok
- Zaloka
- Zaloški potok
- Zamedvejski potok
- Zaplanščica
- Zapleš
- Zapotoški potok
- Zastava (potok)
- Zatrep, Radovna
- Zavetrščica
- Zavrharjev graben
- Zavrharjev graben
- Završnica
- Zdravščica
- Zel potok
- Zelenbreški potok
- Zelenka
- Zenkovski potok
- Zevnikov potok
- Zibika (potok)
- Zibiški potok
- Zglavnica
- Zgornji žlebi
- Zidarjev graben
- Zlačka graba (grapa)
- Zlatenščica
- Zlatopoljščica
- Zmrzlek
- Zrnica
- Zviršnik

## Ž
- Žabenska grapa
- Žabjek, potok
- Žabnica (potok)
- Žabnica (Kranj)
- Žabovec
- Žagarjev graben
- Žagarski potok
- Žahenberški potok
- Žakelj (Mlinca)
- Žedeka
- Žejski potok
- Žekovski potok
- Želimeljščica
- Želinski potok
- Želodnik
- Žep
- Žerjavinski potok
- Žerjavski potok (Scheriaubach)
- Žermejnica
- Žerovnikov graben
- Žerovniščica
- Žičev žleb
- Žičnica
- Žignanica
- Žikovca
- Žirovnica (Idrija)
- Žirovnica (Žiri)
- Žirovniški potok
- Žiški potok
- Žitečki potok
- Žlapovec
- Žleb
- Žrela
- Župetinski potok